# Wirtschaftsförderung
Als Wirtschaftsförderung bezeichnet man die von öffentlichen Organen oder privaten Unternehmen bzw. Initiativen betriebenen Anstrengungen, die Wirtschaft in einer bestimmten Region zu beleben. Dies geschieht in Form von materieller, personeller und finanzieller Unterstützung. Bei erfolgreicher Förderung amortisieren sich die Fördermaßnahmen durch Beschäftigungszuwachs, Steuermehreinnahmen und Attraktivitätsgewinn des Standorts.
Auch private Wirtschaftsförderung wird in Einzelfällen betrieben.
Man unterscheidet zwischen exogener und endogener Wirtschaftsförderung.

## Exogene Wirtschaftsförderung
Ziel der exogenen Wirtschaftsförderung ist es, Unternehmen in einer bestimmten Gegend anzusiedeln, um diese wirtschaftlich zu fördern. Den Unternehmen werden durch Maßnahmen wie reduzierte Steuersätze über einen bestimmten Zeitraum oder günstiges freigegebenes Bauland Anreize gesetzt, sich in diesem Gebiet niederzulassen. Auch die Überlassung von Gebäuden (z. B. Werkshallen) zu geringen Pachtzinsen oder temporär kostenfrei können Fördermaßnahmen durch die öffentliche Hand sein.

## Endogene Wirtschaftsförderung
Bei der endogenen Wirtschaftsförderung werden einheimische Unternehmen durch staatliche Maßnahmen unterstützt und gefördert. Solche Maßnahmen sind beispielsweise: Vorzugskredite, finanzielle Unterstützung für Start-ups, Technologieparks, Bestandspflege usw.
In der modernen Wirtschaftsförderung wird der Aufbau von wirtschaftlichen Clustern als aktive Innovationsförderung verstanden.

## Deutschland
Wirtschaftsförderungen sind meistens landeseigene Institutionen, die die Aufgabe haben, Investitionsvorhaben von ausländischen oder inländischen Investoren in der Region zu unterstützen.
So hat jedes Bundesland in Deutschland seine eigene Wirtschaftsförderung. Hinzu kommen noch Wirtschaftsförderungen nicht nur in größeren Städten, Kreisen oder in Ballungszentren (regionale Wirtschaftsförderung), sondern auch immer mehr in kleineren Gemeinden (kommunale Wirtschaftsförderung). Der Bund betreibt Wirtschaftsförderung unter anderem durch das Bundesamt für Wirtschaft und Ausfuhrkontrolle. Organisatorisch kann die öffentliche Wirtschaftsförderung durch die öffentliche Verwaltung (z. B. Stabsstelle oder Amt) oder durch ein öffentliches Unternehmen (z. B. GmbH) erbracht werden.
Der 2001 gegründete Deutsche Verband der Wirtschaftsförderungs- und Entwicklungsgesellschaften bildet das bundesweit größte Netzwerk der kommunalen Wirtschaftsförderung. Er vertritt die Interessen von ausgegliederten kommunalen Wirtschaftsförderungseinrichtungen bezüglich aktueller Belange der Wirtschafts-, Struktur- und Standortförderung. In einigen Ländern gibt es darüber hinaus weitere Fachverbände, wie den Verband der Wirtschaftsförderungs- und Entwicklungsgesellschaften in NRW oder den Verband der Wirtschaftsförderungen in Schleswig-Holstein.

## Österreich
Wirtschaftsförderung wird auf der Bundesebene, der Länderebene und der kommunalen Ebene betrieben. Mit der Abwicklung von nationalen Fördermitteln ist die Wirtschaftsförderungsbank Austria Wirtschaftsservice (aws) beauftragt.

## Schweiz
Wirtschaftsförderung ist in der Schweiz vor allem Aufgabe der Kantone. Sie beschränkt sich weitgehend auf Neu-Anwerbungen. Für geografische Einzelregionen versucht die Regionalpolitik bessere ökonomische und strukturpolitische Rahmenbedingungen zu schaffen; diese fokussiert sich weitgehend auf strukturschwache Bergregionen. Neben den Kantonen betreiben teilweise aber auch Städte Wirtschaftsförderung.

## Sonstiges
Durch die Vergrößerung und Vertiefung der Europäischen Union und u. a. durch die Angleichung zahlreicher Gesetze, die Abschaffung von Zöllen und die Gewährung von Freiheiten, ist es für Unternehmen leichter als früher, ihren Unternehmenssitz und/oder Produktionen an einen anderen Standort oder ins Ausland zu verlagern. Nicht selten kommt es zu einem Subventionswettlauf potentieller Standorte; der potentielle Investor kann die Wirtschaftsförderungsgesellschaften verschiedener Gebietskörperschaften (Städte, Kreise, Bundesländer, Bund/Zentralstaat) gegeneinander ausspielen.
Auch die Steuersysteme verschiedener Staaten konkurrieren untereinander. Im Zuge der sogenannten Nettozahler-Debatte wird seit langem kritisiert, dass Nettoempfängerländer mit den empfangenen Transfergeldern in die Lage gebracht werden, aggressiv Unternehmen in EU-Nettozahler-Staaten abzuwerben. Auch die Existenz von Steueroasen wird kritisiert.
Auf EU-Ebene sind Beihilfen ein wichtiges Thema.
'Beihilfe' benennt sämtliche staatlichen oder aus staatlichen Mitteln gewährten direkten oder indirekten Vorteile jeder Art, die durch die Begünstigung bestimmter Unternehmen oder Produktionszweige (Branchen) den Wettbewerb verfälschen oder zu verfälschen drohen und hierdurch den zwischenstaatlichen Handel beeinträchtigen.
Beihilfen sind insbesondere öffentliche Gelder und Gewährleistungen für nichtöffentliche Unternehmen, die hierfür keine oder keine adäquate Gegenleistung erbringen. Der Beihilfebegriff ist sehr allgemein gefasst (unbestimmter Rechtsbegriff: „Beihilfen gleich welcher Art“), weil möglichst viele beihilferelevante Sachverhalte erfasst werden sollen.